# Judge Dread
Judge Dread (właściwie Alexander Hughes, ur. 2 maja 1945 w hrabstwie Kent, zm. 13 marca 1998 w Canterbury) – brytyjski wokalista i autor tekstów piosenek reggae oraz ska.
Jedenaście spośród stworzonych przez niego piosenek trafiło na brytyjską listę przebojów, m.in. Big Five (11. pozycja, 27 tygodni na liście) i Big Seven (8. pozycja, 18 tygodni) z 1972 roku oraz adaptacja Je t'aime... moi non plus (9. pozycja, 9 tygodni) z 1975 roku. Wszystkie te utwory nie zostały dopuszczone do emisji na antenie BBC ze względu na licznie pojawiające się w nich aluzje i dwuznaczne sformułowania o podtekście seksualnym. Tym samym Judge Dread jest autorem największej liczby zakazanych przez tę stację piosenek.
Artysta zmarł na zawał serca 13 marca 1998 roku podczas występu w Canterbury.